# ニック・ウィリアムズ (野球)
ビリー・ニコラス・ウィリアムズ（Billy Nicholas Williams, 1993年9月8日 - ）は、アメリカ合衆国テキサス州ガルベストン郡ガルベストン出身のプロ野球選手（外野手）。左投左打。リーガ・メヒカーナ・デ・ベイスボル（メキシカンリーグ）のティフアナ・ブルズ所属。愛称はニッキー・ダブス（Nicky Dubs）。

## 経歴

### プロ入りとレンジャーズ傘下時代
2012年のMLBドラフト2巡目（全体93位）でテキサス・レンジャーズから指名され、プロ入り。契約後、傘下のルーキー級アリゾナリーグ・レンジャーズでプロデビュー。48試合に出場して打率.313、2本塁打、27打点、15盗塁を記録した。
2013年はA級ヒッコリー・クロウダッズでプレーし、97試合に出場して打率.293、17本塁打、60打点、8盗塁を記録した。
2014年はルーキー級アリゾナリーグ・レンジャーズ、A+級マートルビーチ・ペリカンズ、AA級フリスコ・ラフライダーズでプレーし、3球団合計で112試合に出場して打率.283、13本塁打、74打点、6盗塁を記録した。オフにはアリゾナ・フォールリーグに参加し、サプライズ・サグアロスに所属した。
2015年はAA級フリスコでプレーした。7月にはオールスター・フューチャーズゲームに選出された。

### フィリーズ時代

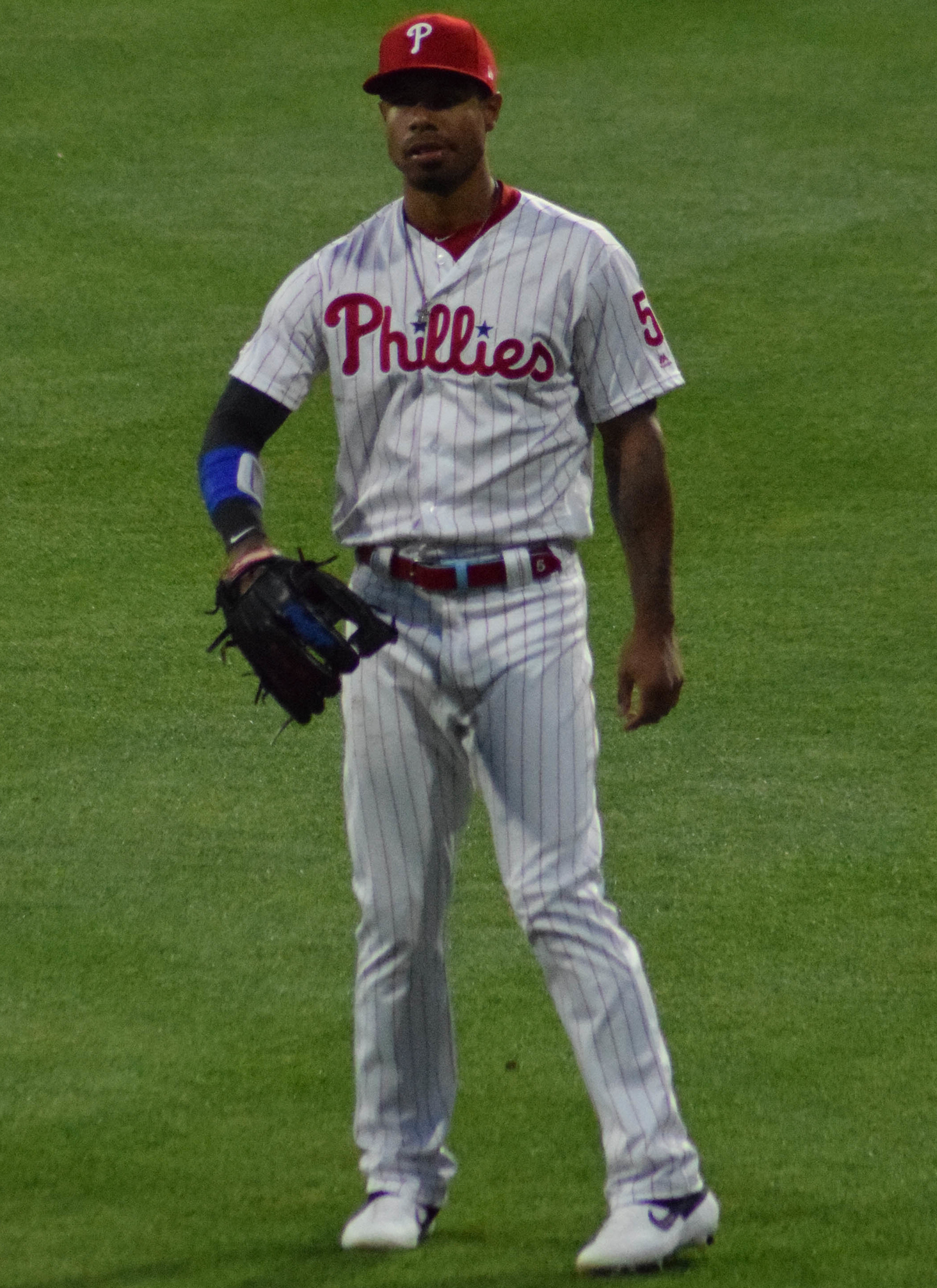
フィラデルフィア・フィリーズ時代
(2019年4月30日)

2015年7月31日にコール・ハメルズ、ジェイク・ディークマンとのトレードで、マット・ハリソン、ジェイク・トンプソン、ジェラッド・アイコフ、アレク・アッシャー、ホルヘ・アルファーロと共にフィラデルフィア・フィリーズへ移籍した。移籍後は傘下のAA級レディング・ファイティン・フィルズでプレーし、移籍前を含めて2球団合計で119試合に出場して打率.303、17本塁打、55打点、13盗塁を記録した。
2016年はAAA級リーハイバレー・アイアンピッグスでプレーし、125試合に出場して打率.258、13本塁打、64打点、6盗塁を記録した。オフの11月18日にルール・ファイブ・ドラフトでの流出を防ぐために40人枠入りした。
2017年も開幕からAAA級リーハイバレーでプレーし、97試合に出場して打率.285、15本塁打、67打点、3盗塁を記録した。6月30日にメジャー初昇格を果たし、同日のニューヨーク・メッツ戦にて「6番・左翼手」で先発出場してメジャーデビュー（結果は3打数1安打）すると、以降メジャーに定着した。7月9日のサンディエゴ・パドレス戦ではトレバー・ケーヒルからメジャー初本塁打を放った。この年メジャーでは83試合に出場して打率.288、12本塁打、55打点、1盗塁を記録した。
2018年は140試合に出場し、打率.256、16本塁打、58打点を記録した。
2019年は打率.151、2本塁打、OPS.442と大きく成績を下げ、後半戦はマイナーとの往復となった。
2020年8月11日にDFAとなった。

### レッズ傘下時代
2020年8月15日にウェイバー公示を経てシンシナティ・レッズへ移籍した。9月15日にDFAとなり、18日にマイナー契約となった。オフの11月2日にFAとなった。

### ホワイトソックス時代
2021年1月15日にシカゴ・ホワイトソックスとマイナー契約を結んだと報じられ、18日に正式公示された。開幕直後の4月8日にメジャー契約を結んでアクティブ・ロースター入りしたが、4試合に出場して10打数無安打と振るわず、4月15日にDFAとなり、17日にマイナー契約を結び直してAAA級シャーロット・ナイツに送られた。8月2日に自由契約となった。

### メキシカンリーグ時代
2022年4月16日にリーガ・メヒカーナ・デ・ベイスボル（メキシカンリーグ）のティフアナ・ブルズと契約した。84試合に出場して打率.370、29本塁打、72打点を記録した。
2023年は後述のハンファ移籍まで44試合に出場し、打率.304、9本塁打、28打点を記録した。

### ハンファ時代
2023年6月18日、韓国プロ野球のハンファ・イーグルスと契約した。登録名は윌리엄스（ウィリオムス）。ハンファでは68試合に出場し、打率.244、9本塁打、45打点を記録したが、シーズン終了後に自由契約となった。

### メキシカンリーグ時代
2024年1月16日にメキシカンリーグのティフアナ・ブルズに復帰した。

## プレースタイル
高い身体能力ながら典型的なフリースインガー（2016年の四球率はわずか3.6%）で、アダム・ジョーンズ二世との評価もある。

## 人物
父親はアフリカ系アメリカ人、母親はメキシコ系アメリカ人である。

## 詳細情報

### 年度別打撃成績
| 年 度    | 球 団    | 試 合 | 打 席 | 打 数 | 得 点 | 安 打 | 二 塁 打 | 三 塁 打 | 本 塁 打 | 塁 打 | 打 点 | 盗 塁 | 盗 塁 死 | 犠 打 | 犠 飛 | 四 球 | 敬 遠 | 死 球 | 三 振 | 併 殺 打 | 打 率 | 出 塁 率 | 長 打 率 | O P S |
| -------- | -------- | ----- | ----- | ----- | ----- | ----- | -------- | -------- | -------- | ----- | ----- | ----- | -------- | ----- | ----- | ----- | ----- | ----- | ----- | -------- | ----- | -------- | -------- | ----- |
| 2017     | PHI      | 83    | 343   | 313   | 45    | 90    | 14       | 4        | 12       | 148   | 55    | 1     | 2        | 0     | 4     | 20    | 0     | 6     | 97    | 8        | .288  | .338     | .473     | .811  |
| 2018     | PHI      | 140   | 448   | 407   | 53    | 104   | 12       | 3        | 17       | 173   | 50    | 3     | 2        | 0     | 0     | 32    | 2     | 9     | 111   | 4        | .256  | .324     | .425     | .749  |
| 2019     | PHI      | 67    | 112   | 106   | 9     | 16    | 4        | 0        | 2        | 26    | 5     | 0     | 0        | 0     | 0     | 4     | 0     | 2     | 43    | 1        | .151  | .196     | .245     | .442  |
| 2021     | CWS      | 4     | 13    | 10    | 2     | 0     | 0        | 0        | 0        | 0     | 0     | 0     | 0        | 0     | 0     | 1     | 0     | 2     | 4     | 1        | .000  | .231     | .000     | .231  |
| MLB：4年 | MLB：4年 | 294   | 916   | 836   | 109   | 210   | 30       | 7        | 31       | 347   | 110   | 4     | 4        | 0     | 4     | 57    | 2     | 19    | 255   | 14       | .251  | .312     | .415     | .727  |

- 2021年度シーズン終了時

### 年度別守備成績
| 年 度 | 球 団 | 左翼（LF） | 左翼（LF） | 左翼（LF） | 左翼（LF） | 左翼（LF） | 左翼（LF） | 中堅（CF） | 中堅（CF） | 中堅（CF） | 中堅（CF） | 中堅（CF） | 中堅（CF） | 右翼（RF） | 右翼（RF） | 右翼（RF） | 右翼（RF） | 右翼（RF） | 右翼（RF） |
| 年 度 | 球 団 | 試 合      | 刺 殺      | 補 殺      | 失 策      | 併 殺      | 守 備 率   | 試 合      | 刺 殺      | 補 殺      | 失 策      | 併 殺      | 守 備 率   | 試 合      | 刺 殺      | 補 殺      | 失 策      | 併 殺      | 守 備 率   |
| ----- | ----- | ---------- | ---------- | ---------- | ---------- | ---------- | ---------- | ---------- | ---------- | ---------- | ---------- | ---------- | ---------- | ---------- | ---------- | ---------- | ---------- | ---------- | ---------- |
| 2017  | PHI   | 12         | 12         | 1          | 0          | 0          | 1.000      | 16         | 25         | 0          | 0          | 0          | 1.000      | 58         | 73         | 3          | 0          | 1          | 1.000      |
| 2018  | PHI   | 19         | 13         | 1          | 0          | 0          | 1.000      | -          | -          | -          | -          | -          | -          | 95         | 130        | 4          | 3          | 0          | .978       |
| 2019  | PHI   | 23         | 25         | 1          | 0          | 0          | 1.000      | -          | -          | -          | -          | -          | -          | 5          | 6          | 0          | 0          | 0          | 1.000      |
| MLB   | MLB   | 54         | 50         | 3          | 0          | 0          | 1.000      | 16         | 25         | 0          | 0          | 0          | 1.000      | 158        | 209        | 7          | 3          | 1          | .986       |

- 2020年度シーズン終了時

### 記録
MiLB
- オールスター・フューチャーズゲーム選出：1回（2015年）

### 背番号
- 5（2017年 - 2019年、2021年）
- 3（2023年）